# 松旺镇
松旺镇，是中华人民共和国广西壮族自治区玉林市博白县下辖的一个乡镇级行政单位。

## 行政区划
松旺镇下辖以下地区：
松山村、山心村、横坑村、龙垌村、草塘村、周北村、潭连村、射广村、松茂村、横水村和旺宝村。